# Hoplodrina sordida
Hoplodrina sordida là một loài bướm đêm trong họ Noctuidae.